# Huayo
Huayo es una localidad peruana capital del Distrito de Huayo de la Provincia de Pataz en el Departamento de La Libertad. Se ubica aproximadamente a unos 343 kilómetros al sureste de la ciudad de Trujillo.